# Palermo, Colombia
Palermo är en ort i Colombia.   Den ligger i departementet Huila, i den centrala delen av landet, 240 km sydväst om huvudstaden Bogotá. Palermo ligger 546 meter över havet och antalet invånare är 9 896.
Terrängen runt Palermo är huvudsakligen kuperad, men åt nordost är den platt. Palermo ligger nere i en dal. Runt Palermo är det ganska glesbefolkat, med 35 invånare per kvadratkilometer. Närmaste större samhälle är Neiva, 17,7 km öster om Palermo. Omgivningarna runt Palermo är huvudsakligen savann.